# Funaria microstoma
Funaria microstoma là một loài Rêu trong họ Funariaceae. Loài này được Bruch ex Schimp. mô tả khoa học đầu tiên năm 1840.